# Chlorid uraničný
Chlorid uraničný je anorganická sloučenina s chemickým vzorcem UCl5.

## Příprava
Chlorid uraničný lze připravit reakcí oxidu uranového s chloridem uhličitým v zatavené ampuli při teplotě 115 °C, získaný produkt je znečištěn chloridem uranovým:
4 UO3 + 10 CCl4 → 4 UCl5 + 10 COCl2 + O2
Lze jej také připravit reakcí chloridu uraničitého a chloru v reaktoru při teplotě 550 °C.

## Vlastnosti
Chlorid uraničný je červenohnědý mikrokrystalický prášek nebo červenočerné krystaly s kovovým leskem. Na rozdíl od chloridu uraničitého je chlorid uraničný rozpustný v kapalném chloru. Je velmi hygroskopický a rozkládá se na chlorid uranový a chlorid uraničitý při zahřátí nebo reakci s vodou. Chlorid uraničný navíc reaguje s některými organickými rozpouštědly, jako jsou alkoholy, aceton, diethylether nebo dioxan, ale tvoří stabilní roztoky v tetrachlormethanu, sirouhlíku a chloridu thionylu.
Chlorid uraničný se vyskytuje ve dvou krystalických modifikacích. V obou modifikacích je atom uranu v oktaedrické geometrii obklopen šesti atomy chloru. Většinou se jedná o α-modifikaci, která krystalizuje v monoklinické soustavě s prostorovou grupou P21/n (číslo 14) a parametry mřížky a = 799 pm, b = 1069 pm, c = 848 pm a β = 91,5°. β-Modifikace krystalizuje v triklinické soustavě s prostorovou grupou P1 (číslo 2) a skládá se z dimerů U2Cl10 stejně jako v bromidu uraničném.
Plynná forma chloridu uraničného má symetrii C4v a elektronovou afinitu 4,76±0,03 eV.